# Martyr of the Free Word/From the Heaven of My Heart
Martyr of the Free Word/From the Heaven of My Heart è uno split del gruppo musicale olandese Epica e del gruppo musicale finlandese Amorphis, pubblicato il 30 ottobre 2009.

## Descrizione
Distribuito in tiratura limitata a 333 copie, contiene il brano Martyr of the Free Word degli Epica, brano tratto dall'album Design Your Universe, e From the Heaven of My Heart degli Amorphis, tratto dall'album Skyforger.

## Tracce
Lato A
1. Martyr of the Free Word – 5:03 (testo: Mark Jansen – musica: Ariën van Weesenbeek, Coen Janssen, Mark Jansen, Isaac Delahaye)

Lato B
1. From the Heaven of My Heart (Edit) – 4:15 (testo: Pekka Kainulainen – musica: Santeri Kallio)

## Formazione

### Epica
Gruppo
- Simone Simons – voce
- Mark Jansen – chitarra ritmica, grunt e scream, arrangiamenti orchestrali
- Isaac Delahaye – chitarra solista
- Yves Huts – basso, arrangiamenti orchestrali (traccia 10)
- Coen Janssen – sintetizzatore, pianoforte, baritono e basso aggiuntivi, arrangiamenti orchestrali, arrangiamento e conduzione del coro
- Ariën van Weesenbeek – batteria, grunt, voce parlata

Altri musicisti
- Linda van Summeren – soprano
- Bridget Fogle – soprano
- Amanda Somerville – contralto, cori
- Cloudy Yang – contralto
- Previn Moore – tenore
- Malvin Edmondsen – basso
- Simon Oberender – baritono e basso aggiuntivi
- Olaf Reitmeier – baritono e basso aggiuntivi
- Sascha Paeth – cori
- Miro Rodenberg – arrangiamenti orchestrali
- Tony Kakko – voce (traccia 12)

Produzione
- Sascha Paeth – produzione, ingegneria del suono, missaggio
- Epica – produzione
- Simon Oberender – ingegneria del suono, montaggio
- Olaf Reitmeier – ingegneria del suono, montaggio
- Amanda Somerville – ingegneria del suono, produzione parti vocali
- Isaac Delahaye – ingegneria parti di chitarra
- Yves Huts – ingegneria parti di basso
- Joost van den Broek – ingegneria parti di pianoforte
- Mark Jansen – missaggio (traccia 7)
- Miro Rodenberg – mastering

### Amorphis
Gruppo
- Tomi Joutsen – voce
- Tomi Koivusaari – chitarra ritmica
- Esa Holopainen – chitarra solista
- Santeri Kallio – sintetizzatore, pianoforte
- Niclas Etelävuori – basso
- Jan Rechberger – batteria

Altri musicisti
- Iikka Kahri – flauto
- Jouni Markkanen – cori
- Peter James Goodman – cori
- Tommi Salmela – cori
- Marco Hietala – cori

Produzione
- Mikko Karmila – produzione, missaggio
- Amorphis – produzione
- Marco Hietala – produzione parti vocali
- Sami Koivisto – ingegneria del suono
- Mika Jussila – mastering